# Charops sumatrensis
Charops sumatrensis är en stekelart som först beskrevs av Tosquinet 1903.  Charops sumatrensis ingår i släktet Charops och familjen brokparasitsteklar. Inga underarter finns listade i Catalogue of Life.